# Scheloribates carneus
Scheloribates carneus är en kvalsterart som först beskrevs av Hull 1916.  Scheloribates carneus ingår i släktet Scheloribates och familjen Scheloribatidae. Inga underarter finns listade i Catalogue of Life.